# Holocentrus adscensionis
Espèce
Holocentrus adscensionis, parfois appelé Écureuil de la mer des Caraïbes, est une espèce de poisson de la famille des Holocentridae.